# 河合弘隆
河合 弘隆 （かわい ひろたか、1947年6月27日 - 2024年2月23日）は、日本の経営者。河合楽器製作所社長兼会長を務めた。

## 来歴・人物
静岡県出身。1970年に慶應義塾大学経済学部を卒業し、同年に三菱信託銀行に入行。1976年1月に河合楽器製作所に転じ、1979年8月に取締役に就任し、1983年8月に常務、1985年8月に専務、1987年6月に副社長を経て、1989年10月に社長に就任。
2024年2月23日、心不全のため静岡県浜松市の病院で死去。